# Карабахцян, Тигран Рубенович
Тигра́н Рубе́нович Карабахця́н (арм. Տիգրան Ռուբենի Ղարաբաղցյան; 6 июня 1984, Ереван, Армянская ССР, СССР) — армянский футболист, нападающий.

## Биография

### «Бананц»
В свои 17 лет, Карабахцян стал лучшим бомбардиром Первой лиги в сезоне-2001 в составе «Малатии». В следующем сезоне перешёл в «Бананц». В период выступлений за «Бананц» вызывался в ряды молодёжной сборной, за которую провёл 7 матчей и забил 2 гола.

### «Пюник»
В 2006 году перешёл в «Пюник». В составе «синих» завоевал Суперкубок Армении и трижды становился обладателем чемпионских медалей. Спустя год был вызван в Сборную. Первый матч за главную команду страны провёл 15 января 2007 года в товарищеской игре против сборной Панамы. Карабахцян вышел на замену вместо Армена Шахгельдяна. Встреча закончилась вничью 1:1.

### «Киликия»
В начале 2009 года перешёл в «Киликию», в составе которой постоянно играл в стартовом составе. Редко поражал ворота соперников, из-за переквалифицирования в защитники, но это не мешало приносить пользу клубу. Также Карабахцян отметил юбилей, проведя 100-й матч в Премьер-лиге. В начале второго круга чемпионата Армении 2010 покинул клуб и перешёл на правах аренды в казахстанский «Атырау». Переход состоялся посредством агента, который представил казахстанской команде видеозаписи с выступлениями Карабахцяна. После просмотра Карабахцяну было сделано предложени. В планах тренерского штаба задействовать Карабахцяна в розыгрыше Еврокубках, но по некоторым причинам он не был заявлен. Вскоре свой пост покинул главный тренер команды, а новый тренер не предоставлял возможность приобретения игровой практики. В основном Карабахцян играл во втором составе. В конце ноября закончилась аренда после чего вернулся обратно в «Киликию».
В начале 2011 года руководство «Киликии» направило официальное письмо в Федерацию футболу Армении, сообщив, что команда расформировывается и не сможет принять участие в чемпионате Армении 2011 года из-за финансовых проблем. 31 января ФФА официально приняла решение исключить «Киликию» из всех футбольных турниров под эгидой ФФА. Таким образом клуб прекратил своё существование.

### «Атырау»
После ухода Карабахцяна из «Атырау» в клуб пришёл азербайджанский специалист Рамиз Мамедов на пост главного тренера. И в начале своего руководства Мамедов якобы сделал громоглассное заявление превратившееся впоследствии в скандал в казахстанском футболе
. Мамедов заявил следующее:

«Насколько я знаю, Тигран Карабахцян уже не является игроком „Атырау“. Но если это не так, мне предстоит разговор с руководством клуба. Если я работаю в „Атырау“, армянина здесь не будет», — заявил Мамедов.
— Armsport.am
Впоследствии руководство «Атырау» заявило, что информация в интервью была искажена, а сам Мамедов объявил её ложью.

### «Арарат» (Ереван)
Карабахцян был вынужден искать новый клуб. В услугах футболиста был заинтересован ереванский «Улисс», с которым впоследствии был заключен однолетний контракт. Однако, чуть позже, по обоюдному согласию сторон контракт был аннулирован и Карабахцян вновь получил статус свободного агента. В начале марта был подписан контракт с ереванским «Араратом» сроком на один год.

## Достижения
«Пюник»
- Чемпион Армении (3): 2006, 2007, 2008
- Обладатель Суперкубка Армении (1): 2006

«Черно море»
- Финалист Кубка Болгарии: 2007/08